# Thamnium caroli
Thamnium caroli là một loài rêu trong họ Neckeraceae. Loài này được Broth. mô tả khoa học đầu tiên năm 1924.